# Redfield (Dakota Południowa)
Redfield – miasto w Stanach Zjednoczonych, w stanie Dakota Południowa, siedziba administracyjna hrabstwa Spink.